# マーガレット・スキート
マーガレット・スキート（Margaret Skeete, 1878年10月27日 - 1994年5月7日）（旧姓スワード）は、1993年から死去まで、アメリカ最高齢であった女性。
彼女はテキサス州アランサス郡生まれで、テキサス州出身の歴代最高齢者である。1953年に夫レンネ・スキートが亡くなったあとバージニア州に引っ越した。
1994年1月には115歳と80日でアウグスタ・ホルツの年齢を追い抜き、アメリカの歴代最長寿者となった。死去時点ではフランスのジャンヌ・カルマンが3歳年上であったため、世界最高齢にはなれなかった。1994年5月7日、バージニア州の自宅にて睡眠中に死去した。死去の3週間前から寝たきりになっていた。115歳192日。死亡時点ではカルマンとシャーロット・ヒューズに次ぐ世界歴代3番目の長寿者であった。